# Nitrox
Il Nitrox è una miscela gassosa composta da azoto (N2) e ossigeno (O2) in proporzioni variabili, normalmente iperossica (O2 > 21%). Il nome deriva dall'unione di NITRogèn e OXygèn (azoto e ossigeno). Pertanto la pronuncia in italiano non è quella anglosassone (naitrocs), ma quella francese o greca (nitrocs), essendo il vocabolo "nitrogène" (da cui derivata l'anglosassone Nitrogen) coniato nel 1790 dal chimico francese Jean-Antoine Chaptal, fondendo il greco nitron (nitrato di potassio) + il suffisso greco -gen (dare vita a).
Le varie miscele Nitrox vengono comunemente indicate con la sigla EAN (Enriched Air Nitrox, cioè "aria arricchita nitrox") seguita da un numero. Questo numero rappresenta la percentuale di ossigeno presente nella miscela. 
Le miscele standard sono: EAN32 (32% di ossigeno, il resto azoto) e EAN36 (36% O2)
Usata come miscela respiratoria nelle immersioni subacquee, presenta diversi vantaggi rispetto all'aria, ma necessita di alcune precauzioni.

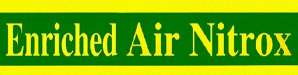
Etichetta spesso utilizzata sulle bombole destinate ad essere caricate a Nitrox.

## Storia
Inizialmente l'uso di questa miscela era riservata alle applicazioni militari e solo negli anni ottanta ha iniziato a essere usata dagli speleosub. È stata introdotta nelle immersioni ricreative a partire dalla fine degli anni novanta.

## Utilizzi

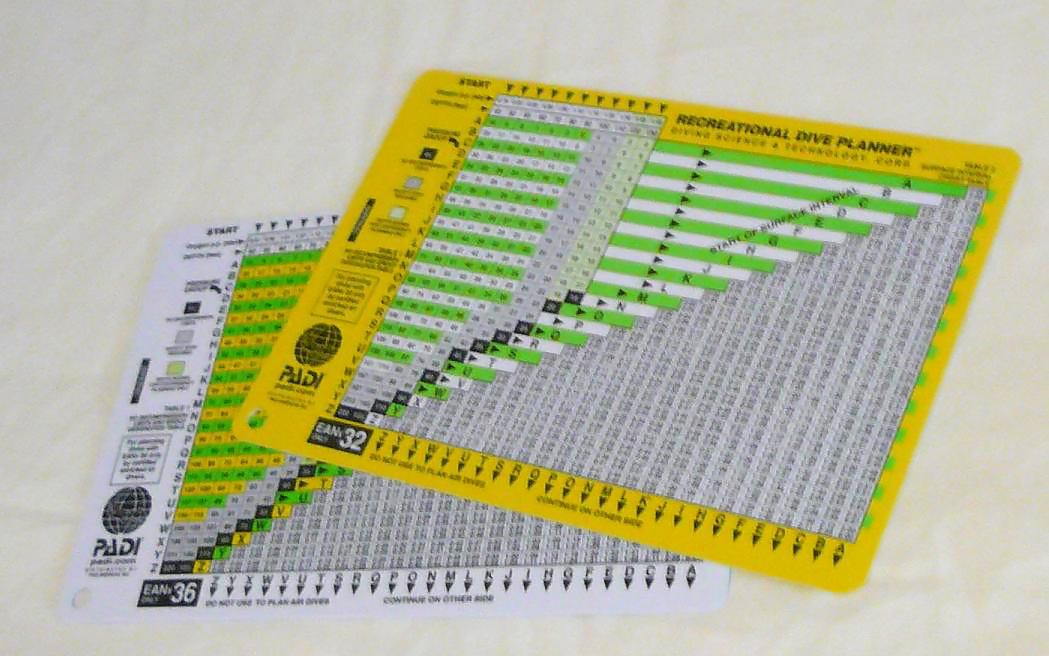
Tabelle decompressive specifiche per l'utilizzo di miscele Nitrox

La miscela nitrox, nelle immersioni subacquee, rispetto all'aria presenta alcuni vantaggi interessanti:
- A parità di tempo di fondo si ha un incremento della sicurezza, in quanto la minore percentuale di azoto aumenta il margine di sicurezza riducendo il rischio di malattia da decompressione.
- Permette di dilatare i tempi di fondo pur rimanendo in curva di sicurezza
- Può essere usata per ridurre la durata delle tappe di decompressione o per aumentare la sicurezza di un'immersione in decompressione, dato che l'alta percentuale di ossigeno aiuta a rimuovere più rapidamente l'azoto accumulato nei tessuti.

Tuttavia particolare attenzione deve essere posta nell'uso di miscele iperossigenate a causa di due generi di problemi:
- Tossicità dell'ossigeno
  - Tossicità CNS: alte pressioni parziali di ossigeno possono interferire con il sistema nervoso centrale e portare a convulsioni con conseguente annegamento.
  - Tossicità polmonare: una prolungata esposizione ripetitiva a pressioni parziali oltre 1 bar di ossigeno può causare problemi a livello polmonare a causa della tossicità dell'ossigeno.
- Ossigenocompatibilità: l'ossigeno è un gas comburente, se usato in elevate percentuali e a elevate pressioni può incendiare il materiale con cui viene a contatto.

L'uso di miscele iperossigenate richiede particolari accortezze e quindi è normalmente richiesto un brevetto specifico.
Data la relativa facilità d'uso, questo tipo di miscela è quella più comunemente usata per le immersioni subacquee ricreative dopo la diffusissima aria compressa. Le percentuali di ossigeno "classiche" sono 32%, 36% e 40%. Miscele con percentuali superiori di ossigeno, ad esempio EAN50, vengono usate come gas decompressivi per la loro capacità di rimuovere l'azoto dai tessuti pur potendo essere utilizzate già nelle tappe profonde.
La profondità massima di utilizzo delle miscele Nitrox dipende dalla percentuale di ossigeno contenuta. Per immersioni particolarmente profonde si preferisce l'utilizzo del Trimix allo scopo di ridurre la narcosi da azoto.

## Limiti di utilizzo
La percentuale di ossigeno nella miscela respiratoria ha impatto diretto sulla profondità raggiungibile in sicurezza a causa della tossicità dell'ossigeno sul sistema nervoso centrale.

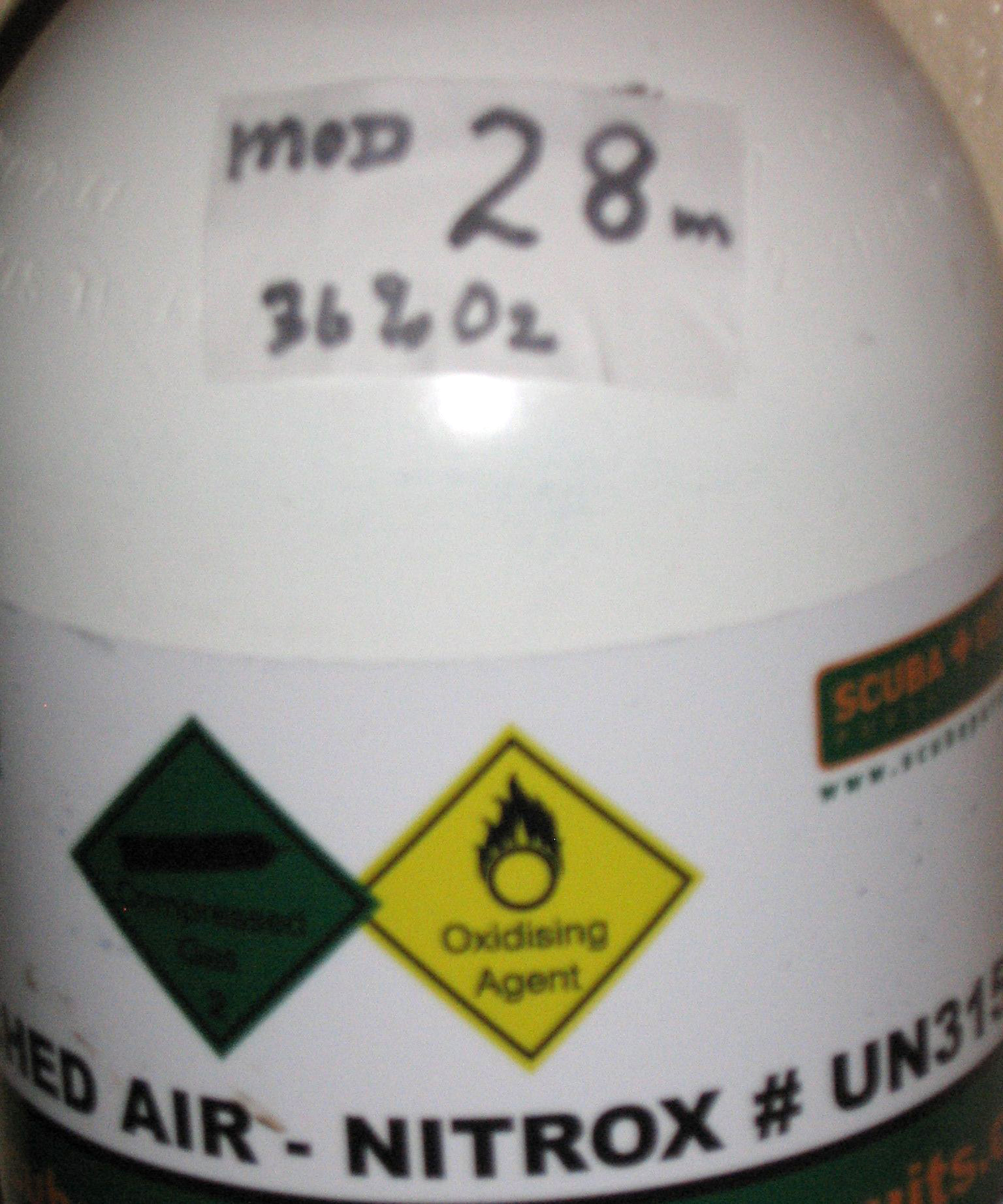
Bombola etichettata 36% e 28 m. Si è tenuto 1,4 come limite ppO_{2}.

La maggior parte delle didattiche suggeriscono pressioni parziali d'ossigeno massime comprese tra 1,4 e 1,6 bar. In caso di utilizzo con rebreather per varie ragioni sono consigliate pressioni parziali più basse, ad esempio 1,3 bar.
| % Ossigeno | Massima profondità con Pressione parziale di O2 di 1,4 bar |
| ---------- | ---------------------------------------------------------- |
| 21%        | 56 m                                                       |
| 27%        | 41m                                                        |
| 32%        | 33m                                                        |
| 36%        | 28m                                                        |
| 40%        | 25m                                                        |
| 50%        | 18m                                                        |
| 100%       | 4m                                                         |

## Preparazione della miscela

### Carica delle bombole
La miscela viene preparata dalle apposite stazioni di ricarica prima dell'immersione. La preparazione della miscela nitrox in una stazione di ricarica bombole può avvenire in diversi modi:
- Usando un apposito e costoso filtro a membrana che, bloccando parte dell'azoto presente nell'aria in ingresso, aumenta di un valore prefissato la percentuale di ossigeno. Si tratta del metodo più utilizzato.
- Per miscelazione in continuo con ossigeno puro dell'aria in ingresso al compressore. Richiede perizia da parte dell'operatore e sensori ossigeno per analizzare in tempo reale il gas in ingresso.
- Per travaso da una bombola di ossigeno a una di aria. Richiede che entrambe le bombole, la frusta e i manometri siano tutti puliti per ossigeno.

### Etichettatura e controllo

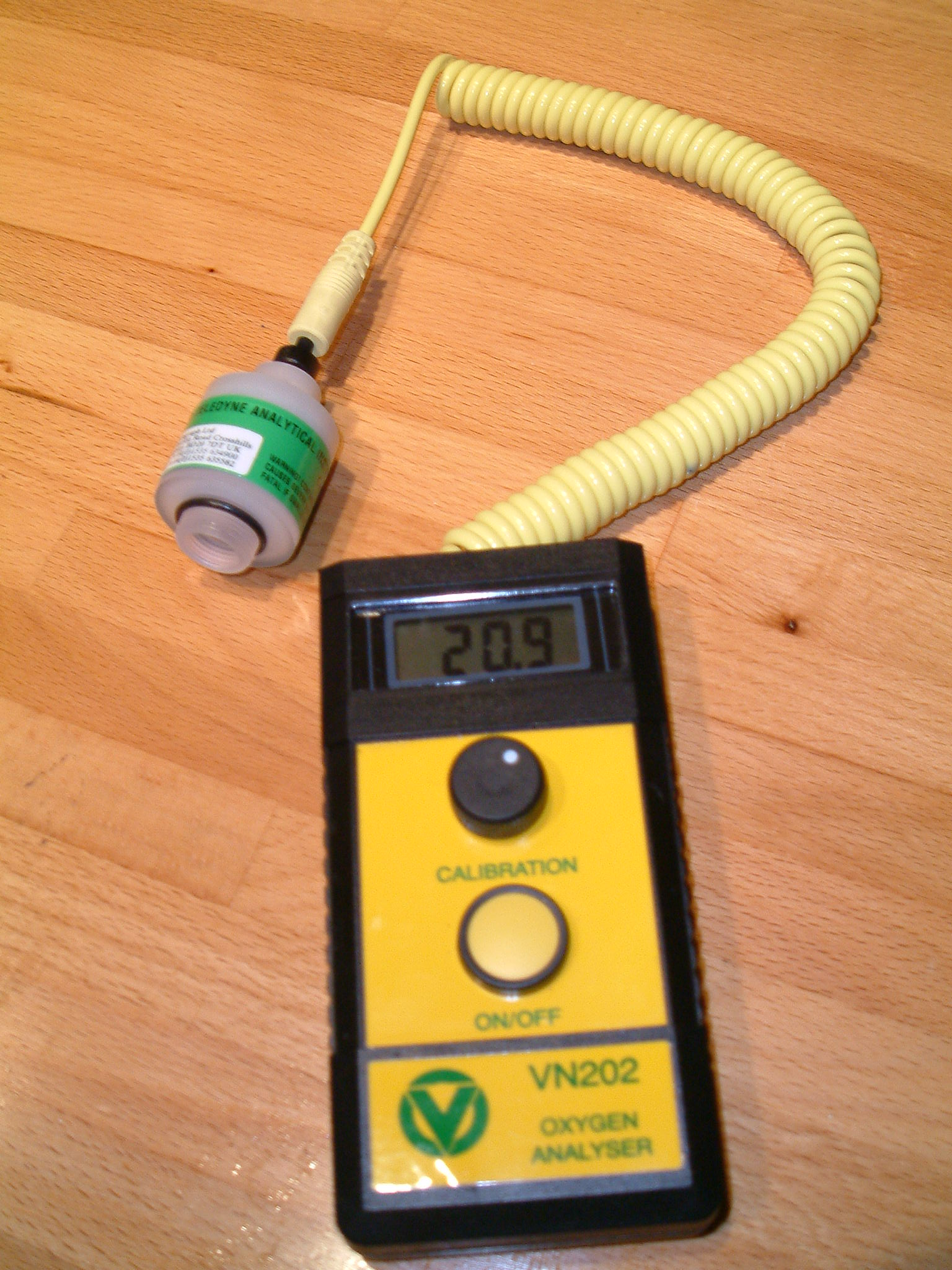
Analizzatore della percentuale d'ossigeno portatile: il sensore è il cilindro bianco-verde.

Dopo la preparazione della bombola presso la stazione di ricarica è prassi analizzare ciascuna bombola con un analizzatore d'ossigeno per assicurarsi della concentrazione esatta presente nelle bombole. Non di rado questa operazione viene effettuata dallo stesso subacqueo che la utilizzerà. Di norma il titolo di ossigeno viene scritto sulla bombola o applicato con un cartellino.

#### Analizzatore d'ossigeno portatile
Si tratta di uno strumento utilizzato per misurare la percentuale di ossigeno presente in un flusso di gas. È costituito da un sensore elettrochimico d'ossigeno, che genera una tensione elettrica proporzionale alla concentrazione di ossigeno, e un dispositivo che legge questa tensione e la indica su un display sotto forma di percentuale. Il sensore d'ossigeno invecchia rapidamente se non utilizzato e per ottenere misure affidabili deve essere cambiato periodicamente.